# Stanisław Orlik (aktor)
Stanisław Orlik właśc. Stanisław Sylwester Hryniewicz (ur. w 1869 w Płocku, zm. 27 lipca 1940 w Warszawie) – polski aktor teatralny.

## Życiorys
Ukończył gimnazjum w Płocku. Karierę aktorską rozpoczął w 1890 roku, występując we Lwowie (1890-1891, 1895-1896), Stanisławowie (1892-1894) oraz w Krakowie w letnim teatrze w Parku Krakowskim (1898). W 1901 roku grał gościnnie w krakowskim Teatrze Ludowym, nie otrzymując jednak stałego angażu. Kolejne lata spędził występując w Sosnowcu (1901-1903), Łodzi (1903-1905), Kijowie (1905-1906) oraz prawdopodobnie ponownie we Lwowie (1906). W 1908 roku należał do objazdowego zespołu Marii Przybyłko-Potockiej, a następnie występował w warszawskim Teatrze Małym oraz w Lublinie (1909-1910). Latem 1910 roku kierował zespołem stołecznego teatru Bagatela, a w 1911 roku gościnnie grał w Teatrze im. Juliusza Słowackiego w Krakowie (nie otrzymując stałego angażu). Następnie występował w Wilnie (1911-1912), Łodzi (Teatr Popularny, 1912-1913) oraz Warszawie (teatr Bagatela 1914, Teatr Polski 1914-1918).
W latach międzywojennych grał głównie dorywczo na scenach warszawskich - w teatrach Praskim (1928), Odrodzonym (1926), Narodowym oraz Nowym (1930-1932). Następnie zakończył karierę aktorską z powodu silnej astmy.
Brak jest potwierdzonych informacji o udziale Stanisława Orlika w produkcjach filmowych, niemniej osoba o takim nazwisku (pseudonimie) wystąpiła w filmach Szlakiem hańby (1929) oraz Grzeszna miłość (1929).

### Rodzina
Był bratem aktora Piotra Hryniewicza (1874-1932), a jego bratanicami były aktorki: Rena Hryniewicz (1905–1965) oraz Maria Hryniewicz (Winkler) (1906–1970).